# Колеџ Стејшон (Тексас)
Колеџ Стејшон (енгл. College Station) град је у америчкој савезној држави Тексас. По попису становништва из 2010. у њему је живело 93.857 становника.

## Демографија
Према попису становништва из 2010. у граду је живело 93.857 становника, што је 25.967 (38,2%) становника више него 2000. године.
| Група             | 2000.          | 2010.          |
| Белци             | 51.362 (75,7%) | 64.060 (68,3%) |
| Афроамериканци    | 3.698 (5,4%)   | 6.383 (6,8%)   |
| Азијати           | 4.951 (7,3%)   | 8.576 (9,1%)   |
| Хиспаноамериканци | 6.759 (10,0%)  | 13.165 (14,0%) |
| Укупно            | 67.890         | 93.857         |